# Voie verte du canal du Midi en Haute-Garonne
La voie verte du canal du Midi en Haute-Garonne (ou route départementale 500) est un aménagement cyclable en site propre long de 52 km qui longe le canal du Midi dans sa partie haute-garonnaise entre Toulouse et Port-Lauragais (commune d'Avignonet-Lauragais) en limite de la commune de Montferrand dans l'Aude.

## Géographie
La voie verte du canal du Midi en Haute-Garonne est située dans la plaine du Lauragais  en région Occitanie France.

## Parcours
La piste suit le tracé du canal du Midi de Toulouse à Port-Lauragais près du seuil de Naurouze lieu de partage des eaux entre océan Atlantique et la mer Méditerranée. Elle fait partie de la véloroute dite « Le canal des Deux Mers à vélo » qui relie Royan à Sète sur 750 km.

## Équipements
L'aménagement réutilise l'ancien chemin de halage du canal du Midi. Le revêtement est intégralement réalisé en enrobé lisse.

## Lieux et monuments
Écluse de la Méditerranée, écluse de l'Océan, écluse d'Emborrel, écluse d'Encassan, pont-canal de Radel, pont-canal de l'Hers, écluse de Renneville, écluse de Gardouch, pont-canal de Gardouch, écluse de Laval, écluse de Négra, pont-canal de Négra, écluse du Sanglier, écluse d'Ayguesvives, pont-canal d'Ayguesvives, écluse de Montgiscard, pont-canal de Nostreseigné, écluse de Vic, pont-canal de Madron, écluse de Castanet, pont-canal de Rieumory, écluse Bayard, écluse des Minimes, écluse du Béarnais, Ponts-Jumeaux,  obélisque et seuil de Naurouze, rigole de la plaine, 